# Кудрна, Богумил
Богумил Кудрна (чеш. Bohumil Kudrna; 15 марта 1920, Брандлин — 11 февраля 1991, Прага) — чехословацкий гребец-каноист, выступал за сборную Чехословакии в конце 1940-х — начале 1950-х годов. Чемпион летних Олимпийских игр в Лондоне, серебряный призёр Олимпийских игр в Хельсинки, двукратный чемпион мира, победитель многих регат национального и международного значения.

## Биография
Богумил Кудрна родился 15 марта 1920 года в деревне Брандлин Южночешского края.
Первого серьёзного успеха на взрослом международном уровне добился в сезоне 1948 года, когда попал в основной состав чехословацкой национальной сборной и благодаря череде удачных выступлений удостоился права защищать честь страны на летних Олимпийских играх в Лондоне. Стартовал здесь в зачёте двухместных каноэ на дистанции 1000 метров вместе с титулованным напарником Яном Брзаком-Феликсом, победителем предыдущей Олимпиады, и завоевал золотую олимпийскую медаль, обогнав всех своих соперников.
Став олимпийским чемпионом, Кудрна остался в основном состав гребной команды Чехословакии и продолжил принимать участие в крупнейших международных регатах. Так, в 1949 году он побывал на чемпионате мира по гребному слалому в Женеве, откуда привёз награды бронзового и серебряного достоинства, выигранные в каноэ-двойках в личном и командном зачётах соответственно. Вернувшись к гребле на гладкой воде, год спустя выступил на мировом первенстве в Копенгагене, где одержал победу в обеих дисциплинах, в которых принимал участие: в двойках на тысяче и десяти тысячах метрах.
Будучи одним из лидеров чехословацкой национальной сборной, Богумил Кудрна благополучно прошёл квалификацию на Олимпийские игры 1952 года в Хельсинки — в паре с тем же Яном Брзаком-Феликсом пытался повторить успех четырёхлетней давности, но на сей раз в решающем финальном заезде километровой программы показал лишь второй результат, уступив на финише датскому экипажу Бента Раска и Финна Хаунстофта, в результате вынужден был довольствоваться серебряной олимпийской медалью. Вскоре по окончании этих соревнований принял решение завершить спортивную карьеру, уступив место в сборной молодым чехословацким гребцам.
Умер 11 февраля 1991 года в Праге в возрасте 70 лет.